# Estela Ribeiro
Estela Ribeiro (São Paulo, Brasil; 20 de marzo de 1980) es una actriz, cantante, bailarina y presentadora brasileña paulistana. Conocida por ser la conductora de la versión brasilera del ciclo infantil Playhouse Disney y por sus grandes actuaciones en distintos musicales. Formó parte del elenco de la exitosa serie juvenil Soy Luna interpretando a Juliana Marissa Mint, la encargada de la pista de patinaje remplazando al personaje de Tamara Ríos interpretado por Luz Cipriota. Actualmente interpreta a Alice Urquiza en la serie original de Disney Bia. Desde pequeña demostró inclinación por el lado artístico tomando clases de ballet, canto y teatro.

## Teatro
| Año  | Obra                   |
| ---- | ---------------------- |
| 1999 | Mulheres de Chico      |
| 2004 | Chicago- O musical     |
| 2005 | O musical dos musicais |
| 2006 | Sweet Charity          |
| 2009 | La Novicia Rebelde     |
| 2013 | El mago de oz          |
| 2013 | Rayuela, el musical    |

## Televisión
| Año       | Programa                  | Personaje             | Nota                                               |
| --------- | ------------------------- | --------------------- | -------------------------------------------------- |
| 2001–2007 | Playhouse Disney          | Presentadora          |                                                    |
| 2006–2011 | Por dentro de la orquesta | Presentadora          |                                                    |
| 2006–2011 | Movimiento                | Presentadora          |                                                    |
| 2006–2011 | Resumen de la Opera       | Presentadora          |                                                    |
| 2006–2011 | Classicos                 | Presentadora          |                                                    |
| 2006–2011 | Preludio                  | Presentadora          |                                                    |
| 2010      | La casa de Disney Junior  | Presentadora          |                                                    |
| 2012      | Quando Toca o Sino        | Coreógrafa            | 2º Asistente de dirección.                         |
| 2012      | Clik TV                   | Presentadora          |                                                    |
| 2014–2015 | ¡Qué talento!             | Coreógrafa            |                                                    |
| 2017–2018 | Soy Luna                  | Juliana / Marisa Mint | Elenco principal (temporadas 2 y 3); 103 episodios |
| 2019-2020 | Bia                       | Alice Urquiza         | Elenco principal; 79 episodios                     |
| 2021      | Bia: Un mundo al revés    | Alice Urquiza         |                                                    |

## Radio
| Año  | Programa                     |
| ---- | ---------------------------- |
| 2007 | Cultura y educación          |
| 2007 | Por la mañana todos los días |

- Datos: Q23893150